# Col du Galibier
El col del Galibier (en francés: Col du Galibier) o simplemente Galibier es un puerto de montaña situado en la región sur de Francia. Es a menudo el punto más alto del Tour de Francia.
El Galibier conecta Saint-Michel-de-Maurienne y Briançon a través del col du Télégraphe y el Col de Lautaret. El puerto está normalmente cerrado en la temporada invernal.
Está situado a caballo del Massif d'Arvan-Villards y el massif des Cerces, tomando su nombre de una cadena secundaria de montañas conocida como Grand Galibier.
A 1 kilómetro de su cima se halla un túnel, cerrado en 1972 y reabierto en 2002, que evita circular por el último tramo a los vehículos motorizados. Las pruebas ciclistas generalmente evitan el túnel y suben hasta arriba del puerto por la antigua carretera.

## Características
- Altitud: 2645 m
- Desnivel: 8.5 km al 6.9% atravesando el col de Lautaret y 18.1 km al 6.9% después de Valloire.

## Tour de Francia
El Galibier es a menudo lugar de paso del Tour de Francia, siendo casi siempre el punto más alto de la carrera. En total, se ha subido en 64 ocasiones, siendo el quinto más visitado tras el Col du Tourmalet, Col d'Aspin, Col d'Aubisque y Col de Peyresourde. De las 64 veces que se ha subido, solo en una ocasión, en 2011, fue final de etapa.
En la edición de 1935 durante el descenso del mismo el ciclista vizcaíno Francisco Cepeda sufrió una gravísima caída que le produjo la muerte, siendo el primer ciclista que falleció en la disputa de la prueba gala. En 1996 se suspendió su ascensión debido a la nieve. En sus caminos se han visto varias gestas de los escaladores, entre la cual se encuentra el gran ataque de Marco Pantani en  el Tour de Francia 1998, durante el cual recuperó 4 minutos sobre el líder Jan Ullrich en solamente 4 kilómetros.
| Año      | Corredor                    | Categoría |
| -------- | --------------------------- | --------- |
| 1911     | Émile Georget               | -         |
| 1912     | Eugène Christophe           | -         |
| 1913     | Marcel Buysse               | -         |
| 1914     | Henri Pélissier             | -         |
| 1919     | Honoré Barthélémy           | -         |
| 1920     | Firmin Lambot               | -         |
| 1921     | Honoré Barthélémy           | -         |
| 1922     | Émile Masson                | -         |
| 1923     | Henri Pélissier             | -         |
| 1924     | Bartolomeo Aimo             | -         |
| 1925     | Lucien Buysse               | -         |
| 1926     | Omer Huyse                  | -         |
| 1927     | Antonin Magne               | -         |
| 1928     | Auguste Verdyck             | -         |
| 1929     | Gaston Rebry                | -         |
| 1930     | Pierre Magne y Benoît Faure | -         |
| 1931     | Jef Demuysere               | -         |
| 1932     | Francesco Camusso           | -         |
| 1933     | Vicente Trueba              | -         |
| 1934     | Federico Ezquerra           | -         |
| 1935     | Gabriel Ruozzi              | -         |
| 1936     | Federico Ezquerra           | -         |
| 1937     | Gino Bartali                | -         |
| 1938     | Mario Vicini                | -         |
| 1939     | Dante Gianello              | -         |
| 1947     | Fermo Camellini             | 1ª        |
| 1948     | Lucien Teisseire            | 2ª        |
| 1952     | Fausto Coppi                | 1ª        |
| 1954     | Federico Bahamontes         | 1ª        |
| 1955     | Charly Gaul                 | 1ª        |
| 1957     | Marcel Janssens             | 1ª        |
| 1959     | Charly Gaul                 | 2ª        |
| 1964     | Federico Bahamontes         | 1ª        |
| 1966     | Julio Jiménez               | 1ª        |
| 1967     | Julio Jiménez               | 1ª        |
| 1969     | Eddy Merckx                 | 1ª        |
| 1972     | Joop Zoetemelk              | 1ª        |
| 1973     | Luis Ocaña                  | 1ª        |
| 1974     | Vicente López Carril        | 1ª        |
| 1979     | Lucien Van Impe             | HC        |
| 1980     | Johan De Muynck             | HC        |
| 1984     | Pacho Rodríguez             | HC        |
| 1986     | Luis Herrera                | HC        |
| 1987     | Pedro Muñoz                 | HC        |
| 1989     | Gert-Jan Theunisse          | HC        |
| 1992     | Franco Chioccioli           | HC        |
| 1993     | Tony Rominger               | HC        |
| 1996     | Paso neutralizado           | HC        |
| 1998     | Marco Pantani               | HC        |
| 1999     | José Luis Arrieta           | HC        |
| 2000     | Pascal Hervé                | HC        |
| 2002     | Santiago Botero             | HC        |
| 2003     | Stefano Garzelli            | HC        |
| 2005     | Alexandre Vinokourov        | HC        |
| 2006     | Michael Rasmussen           | HC        |
| 2007     | Mauricio Soler              | HC        |
| 2008     | Stefan Schumacher           | HC        |
| 2011 (1) | Andy Schleck                | HC        |
| 2011 (2) | Andy Schleck                | HC        |
| 2017     | Primož Roglič               | HC        |
| 2019     | Nairo Quintana              | HC        |
| 2022 (1) | Warren Barguil              | HC        |
| 2022 (2) | Anthony Perez               | HC        |
| 2024     | Tadej Pogačar               | HC        |

| País         | Victorias | Último vencedor              |
| ------------ | --------- | ---------------------------- |
| Francia      | 15        | Anthony Perez en 2022        |
| Bélgica      | 11        | Johan De Muynck en 1980      |
| España       | 11        | José Luis Arrieta en 1999    |
| Italia       | 9         | Stefano Garzelli en 2003     |
| Colombia     | 5         | Nairo Quintana en 2019       |
| Luxemburgo   | 4         | Andy Schleck en 2011         |
| Países Bajos | 2         | Gert-Jan Theunisse en 1989   |
| Eslovenia    | 2         | Tadej Pogačar en 2024        |
| Suiza        | 1         | Tony Rominger en 1993        |
| Kazajistán   | 1         | Alexandre Vinokourov en 2005 |
| Dinamarca    | 1         | Michael Rasmussen en 2006    |
| Alemania     | 1         | Stefan Schumacher en 2008    |

| Ciclista            | Victorias | Años        |
| ------------------- | --------- | ----------- |
| Honoré Barthélémy   | 2         | 1919 y 1921 |
| Henri Pélissier     | 2         | 1914 y 1923 |
| Federico Ezquerra   | 2         | 1934 y 1936 |
| Charly Gaul         | 2         | 1955 y 1959 |
| Federico Bahamontes | 2         | 1954 y 1964 |
| Julio Jiménez Muñoz | 2         | 1966 y 1967 |
| Andy Schleck        | 2         | 2011 x2     |

### Homenaje del Centenario
En 2011, año en el que se pasó en dos etapas consecutivas por la cima, el Tour de Francia homenajeó al Galibier en el centenario de su descubrimiento para el ciclismo, al igual que el año anterior había hecho con el Tourmalet.